# Kanton Bricquebec-en-Cotentin
Bricquebec-en-Cotentin is een kanton van het Franse departement Manche in de regio Normandië.

## Geschiedenis
Het kanton viel onder het arrondissement Valognes tot dat in 1926 werd opgeheven en het kanton werd opgenomen in het arrondissement Cherbourg. Op 22 maart 2015 werd het aangrenzende kanton Saint-Sauveur-le-Vicomte opgeheven en werden de gemeenten opgenomen in het kanton Bricquebec. Hierdoor nam het aantal gemeenten in het kanton toe van 14 tot 33.
Op 1 januari 2016 fuseerden Bricquebec, Les Perques, Quettetot, Saint-Martin-le-Hébert, Le Valdécie en Le Vrétot tot de commune nouvelle Bricquebec-en-Cotentin. Op 1 januari 2017 werd Les Moitiers-en-Bauptois onderdeel van de gemeente Picauville maar bleef deel uitmaken van het kanton Bricquebec tot op 5 maart 2020 de gehele gemeente werd opgenomen in het kanton Carentan, waarvan op die dag de naam werd veranderd naar kanton Carentan-les-Marais. Door deze gemeentefusies nam het aantal gemeenten in het kanton af van 33 tot 27.
Op 5 maart 2020 werd het kanton hernoemd van Bricquebec naar Bricquebec-en-Cotentin, naar de hoofdplaats van het kanton.

## Gemeenten
Het kanton omvat de volgende gemeenten:
- Besneville
- Biniville
- La Bonneville
- Breuville
- Bricquebec-en-Cotentin (hoofdplaats)
- Catteville
- Colomby
- Crosville-sur-Douve
- L'Étang-Bertrand
- Étienville
- Golleville
- Hautteville-Bocage
- Magneville
- Morville
- Négreville
- Néhou
- Neuville-en-Beaumont
- Orglandes
- Rauville-la-Bigot
- Rauville-la-Place
- Reigneville-Bocage
- Rocheville
- Sainte-Colombe
- Saint-Jacques-de-Néhou
- Saint-Sauveur-le-Vicomte
- Sottevast
- Taillepied

Agon-Coutainville · Avranches · Bréhal · Bricquebec-en-Cotentin · Carentan-les-Marais · Cherbourg-en-Cotentin-1 · -2 · -3 · -4 · -5 · Condé-sur-Vire · Coutances · Créances · Granville · La Hague · Isigny-le-Buat · Le Mortainais · Les Pieux · Pont-Hébert · Pontorson · Quettreville-sur-Sienne · Saint-Hilaire-du-Harcouët · Saint-Lô-1 · -2 · Valognes · Val-de-Saire · Villedieu-les-Poêles